# Ахія

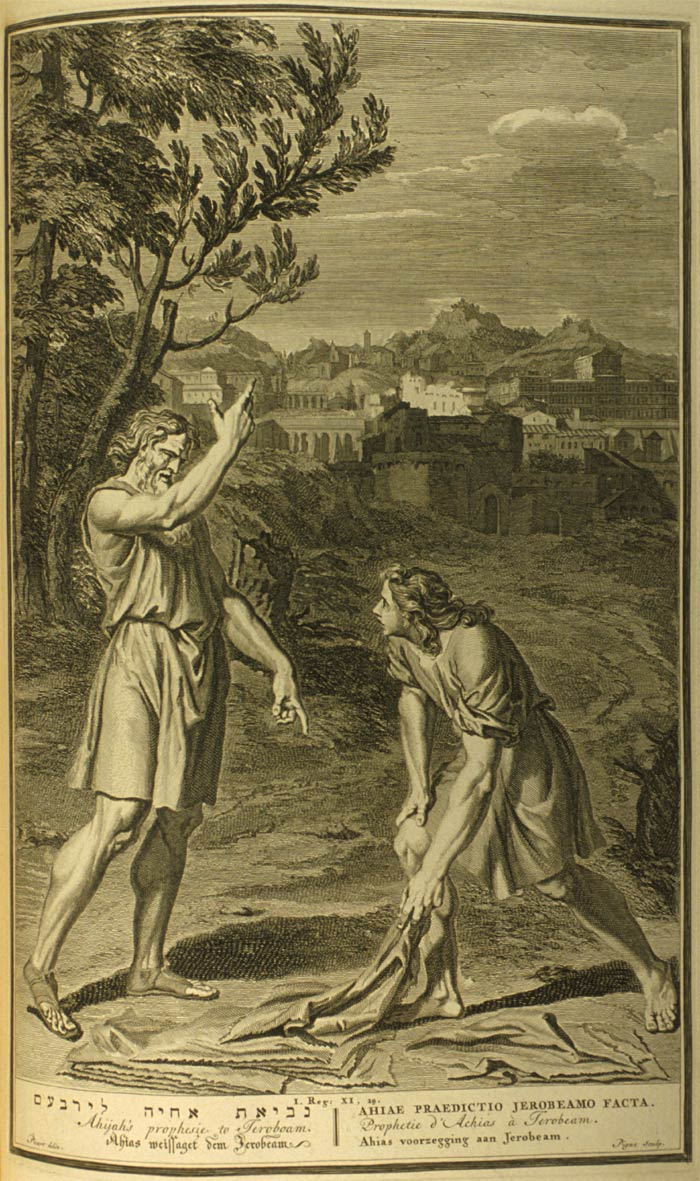
Пророк Ахія та Єровоам

Ахія з Шіло (івр. אחיה) — пророк часів Соломона.
Розповідь про пророка Ахію міститься в Першій книзі царів. Цар Соломон зайнявся розбудовою Єрусалима, його мурів та Храму. Фінансування проводилося через збільшення податків, що у свою чергу приводило до соціальної напруги. Синкретизм Соломона з культом Молоха та Астарти привів до численних повстань та поширення противників його царювання. Ахія виступив проти нього та помазав на царство Єровоама I.
Сталось же того часу, як Єровоам вийшов з Єрусалиму, то зустрів його в дорозі пророк Ахія з Шіло. Був він (Ахія) у новім плащі, і було їх лише двоє у полі. Вхопив Ахія нового плаща, що мав на собі, роздер його на дванадцять шматків і сказав до Єровоама: "Візьми собі десять шматків; так бо говорить Господь, Бог Ізраїля: Ось я вирву з руки Соломона царство і дам тобі десять колін. Він матиме одне лише коліно заради слуги мого Давида й заради Єрусалиму, міста, що я вибрав з-поміж усіх колін Ізраїля, він бо мене покинув і заходився поклонятись Астарті, богині сидоніїв, Кемошеві, богові моавитян, та Молохові, богові аммоніїв і не ходив моїми путями, щоб чинити те, що мені довподоби, й щоб зберегти мої установи та мої заповіді, як Давид, його батько.
Це привело до того, що 10 із 12 племен Ізраїля після смерті Соломона перестало визнавати за царя наступника Соломона — Ровоама. Таким чином Десять колін Ізраїлевих  не визнали над собою його владу і об'єдналася під владою Єровоама I, утворивши в північній частині до цього єдиного Ізраїльського царства Північно-Ізраїльське царство. Племена Юди і Веніамина залишилися вірні роду Давида і утворили державу з центром у Єрусалимі, відому згодом як Юдейське царство. Таким чином Ахія був першим пророком, що виступив проти царської династії. Проте з побоювання перед можливим об'єднанням єврейського народу під владою царя Юдейського царства Ровоама, помазаний Єровоам I всіляко прагнув до відчуження свого народу від Єрусалима, з його Храмом. Апогеєм його політики стала релігійна реформа. На кордоні з Юдейським царством в Бет-Елі і на півночі Ізраїльського царства в Дані були встановлені ідоли золотих тельців, причому він сам здійснював їм жертвопринесення.
Коли захворів син Єровоама І — Авія, дружина Єровоама відвідала Ахію. Він їй напророкував смерть сина і винищення всього роду, що пізніше підтвердилось при захопленні влади Ваасою.